# 藤村排斥事件
藤村排斥事件（ふじむらはいせきじけん）は、1956年の11月から12月にかけて、プロ野球セ・リーグの阪神タイガース（当時の名称は大阪タイガース） 監督（選手兼任）であった藤村富美男に対し、一部の選手が解任を要求して球団側と対立した事件である。

## 概要
1956年11月上旬 に12名の選手とマネージャー兼スカウトの青木一三が「藤村監督退陣要求書」を野田誠三オーナーに提出。これをスポーツ新聞が報じる形で明るみに出る。12月4日に球団側は藤村監督の留任と、退陣要求に関与した選手のうち金田正泰・真田重蔵の両名とは来季の契約を結ばないことを発表。その後、田中義一に代わり球団代表に就いた戸沢一隆が関係者と交渉を続けた結果、12月25日に球団は金田との再契約を発表。12月30日に戸沢代表・藤村監督・金田がそれぞれ声明書を発表して解決した。
阪神の球団史である『阪神タイガース 昭和のあゆみ』（1991年）や、松木謙治郎の『タイガースの生いたち』（恒文社、1973年）には発端の部分を除きほぼ上記に近い内容が記されている。当時は最初の要求書からスポーツ新聞を中心とした報道が過熱したが、それは戸沢球団代表が「現実よりも新聞の記事面がはるかに先行している」と評したような内容であった。このため、発端から解決に至る過程の詳細については、関係者の後年の証言に頼らざるを得ないが、これも証言者や時期によって必ずしも一致しない。以下の文章においては、それらの違いもふまえた上で記述する。

## 経過

### 発覚まで
2リーグ制に移行した1950年、阪神の監督には戦時中にチームを離れていた松木謙治郎が復帰して就任した（当初は選手兼任）。松木はプロ野球再編問題の際に主力選手の移籍で弱体化したチームの再建にあたった。松木に対する選手の信望は高かったが、1954年オフに松木は監督を辞任した。その際松木は後任に助監督だった藤村富美男を推薦し、世間からは藤村か御園生崇男のいずれかに落ち着くとみられていた。しかし、球団代表の田中義一はセ・リーグ会長の鈴木龍二を通じて藤本定義の招聘を目指すも失敗。オーナーの野田誠三自らが人選に動き、岸一郎を後任監督に据えた。だが、岸は阪神はおろかプロ野球界での経験がまったくなかった。加えて、岸はベテランも若手も分け隔てなく起用する方針を打ち出し、藤村や真田重蔵らベテランは激しく反発した。1955年シーズン途中の5月下旬に岸は病気療養を名目に休養。藤村が選手兼任で代理監督に就任し、チームは成績を3位で終える。
藤村は1956年に選手兼任のまま正式に監督に就任。このシーズンは7月から8月にかけて勝ち進み、8月11日には読売ジャイアンツ（巨人）に5ゲーム差を付ける首位に立った。藤村の後年の回想では、この時期フロントから「選手権の相手チームを研究させようか」と打診を受けるくらいであったが、チーム内では不協和音が生じており、藤村は「ちょっと待ってください。実はチームの中がこういう風な状態になっている」と述べるほどであったという。ほどなくして負けが込むようになり、巨人に首位を明け渡した。
同じ頃、マネージャー兼スカウトであった青木一三は野田オーナーに対して辞意を訴える。田中義一球団代表と、阪神電気鉄道本社から出向した下林良行常務の間に意見の違いが多く、思うように働けないという理由であった。青木によると、阪神甲子園球場でのナイターの際に、野田にこのことを訴えたが、その場で野田の説得を受けて辞表を取り下げた。しかし、青木はこの際、待遇面で選手に不満が生じており、「このまま放っておいたら、暮れに事件が起きますよ」と述べたという。青木の言う「待遇面の問題」とは、青木が安い俸給で獲得した小山正明・吉田義男・三宅秀史らの若手選手が、主力となっても一向に待遇がよくならないことを指していた。契約更改の席では藤村の俸給を基準に他の選手の金額を決定していた上、藤村自身が球団の提示した金額に異を唱えなかったという事情もあった。青木は、阪神電鉄本社の一部の意向を押しつけている下林常務に原因があると考えていたが、選手が球団常務の辞任を求めるのは筋が通らないため、藤村に矛先を向けることにしたという。
結局このシーズンは巨人から4.5ゲーム差の2位という結果に終わる。
シーズン終了後の11月2日、大映スターズでコーチから監督への就任が決まった松木が来阪したのを機に、選手有志が松木の監督就任を祝うという名目で会合を開いた。このとき集まった13人を中核として「藤村監督退陣要求書」が作成されることとなる。これについて青木一三は著書で「絶対チームがクビにできない13人（原文ママ）を集めた」と記している。青木によれば、このとき「排斥派」に加わったのは、金田正泰につながっていたメンバー（徳網茂・田宮謙次郎・白坂長栄ら）、青木が獲得したメンバー（吉田義男・小山正明・三宅秀史ら）、真田重蔵を中心としたメンバー（石垣一夫ら）のグループに分かれていたが、そのいずれもが元は松木に信を寄せる「松木派」であったという。南萬満はこの動きに松木がどの程度関係したかについて「いろいろな説がある」とし、松木が「クビになったらオレが採ってやる」と金田正泰に言ったという藤村の証言や、「真田がクビになったら大映の永田オーナー夫人に頼んでやる」と言ったという大井廣介の記述などをふまえながらも、「酒の上での大言壮語だったようでもある」としている。この当時、野球協約がすでに制定されており、2リーグ分裂当時のような選手の「引き抜き」は事実上不可能になっていた。大井廣介は、真田の再契約拒絶の決定後に松木が「スポーツニッポンで真田を採ってくれんだろうか」と言い出したと証言している。ただ、青木一三はパ・リーグ総裁でもあった永田に、「阪神の選手たちをパ・リーグで引き受けてくれるなら私が責任を持ってバラまきます」と「煽動した」と自著に記している。
「裏で糸を引いていた」と認める青木の証言に基づけば、この「排斥事件」は選手の待遇改善闘争が本質であったということになる。これについて、13人の中心メンバーであったとされる金田正泰は1980年代のインタビューで、賃金闘争であることも青木が首謀者であることも否定し、「松木と青木の大映移籍が関係している」「あえていえば“長”に対する問題であった」「裏面ではいろいろ話があったが、選手はある意味では純粋で、会社をやっつけてどうするというような一つの問題は持ってなかったと思う」と述べている。『阪神タイガース 昭和のあゆみ』では、「せんじつめれば『明るいチームで優勝を遂げたい』という選手たちの素朴な発想によるものである」としている（同書P259）。一方、当時若手選手として「排斥派」の一人だった吉田義男は事件について、「あれは何だったのかと、今もって理解できない」「何を球団と藤村さんに要求するのか、（引用者注：若手の）私たちはいまひとつ理解できなかった」と回想している。吉田は『真虎伝』でも同様の証言をしているほか、小山正明も「いまはすまんことをしたと思っている。（中略）わけもわからずに、排斥グループの中に入って動いとった。何も監督に文句はなかったのに…」と述べている。
なお、背景に藤村のプレーや練習での態度があったといわれる点について、1990年代に関係者からの聞き取りと資料の再調査をおこなった南萬満の『真虎伝』では、「いいときしか代打に出ないという批判はあった」という真田重蔵や大崎三男の証言 と、田宮謙次郎が排斥事件中に発表した声明文で「選手同士でやったヒットエンドランの成功を、あたかも藤村が出したサインだったような話をゲーム後にした」という件 が紹介されている。また、排斥事件とは直接関係しない形で藤村がスタンドプレーだと反感を持つ選手がいたという本堂保弥の証言 の紹介と、「打撃練習で一人長々と打つ」と評判が悪かったという記述もある。南はそれらも踏まえた上で、全体としてはそれよりは選手とのコミュニケーションの不足に大きな理由を見ている。「巨人の水原茂監督もリードされた試合中にいらだちを見せることがあったが選手がそれをなだめることが多かった」という話と比較し、阪神の場合は「監督も選手も経験不足だったし、わがままだった。チームリーダーになって、監督と選手のパイプ役をやりうるベテラン選手がいなかったということに尽きるのではないだろうか」と結論づけている。
青木一三は、この選手たちの集まりをデイリースポーツと報知新聞にリークし、その翌日に両紙に掲載されたという。
デイリースポーツ（関西本社版）は11月11日付の1面で「揺ぐ阪神の屋台骨（原文ママ） 藤村監督の退陣要求 主軸選手、松木氏の復帰望む」という見出しで報じた。同社の社史には、11月9日夜に甲東園の旅館で開かれた選手の会合を取材して掲載を決めたという当時の担当記者の証言が掲載されている。

### 球団側の対応
発覚当初藤村がどのような反応を示したかについては複数の見解がある。『デイリースポーツ50年史』には、最初に報道した当日に練習後のロッカールーム（甲子園球場と思われる）のミーティングで藤村が「吹けば飛ぶよなケチな連中がなにをごちゃごちゃぬかしとんじゃ。文句があったらブンヤ（引用者注：新聞記者）に告げ口なんぞせず、束になってかかってこい」と啖呵を切ったという証言がある。青木は著書で、新聞に「こんなに騒ぐ選手は、来季、2軍にでも落としてやる」という藤村のコメントが出たことで、事態の収拾を求めてきた野田オーナーに「あの藤村監督の談話は何だ!」と突っぱねたと記している。しかし、藤村自身は1960年代の座談会で「世間に対しては私の立場について、一つもしゃべっていない」と述べている。1956年11月16日の読売新聞でも「世間が一部選手をあおっていると思う。私としてはしばらく沈黙を守るのが一番よいだろう」というコメントが紹介されている。
野田オーナーは病床にあった田中義一に代えて、11月15日に本社東京事務所長であった戸沢一隆を球団代表に任命。戸沢は16日に全選手を甲子園球場に集め、南海とのオープン戦遠征中に事態を悪化させないよう自重を求めた。同じ日、戸沢は青木に事態収拾の協力を求めたが、青木が拒否したため、「事件の黒幕」として青木を解雇した。11月22日から戸沢はオープン戦の遠征に同行して選手から話を聞き、解決の道筋を作ろうとするが軟化には至らなかった。11月28日に野田オーナー・阪神電鉄本社の前田常務・球団の戸沢と下林の4人が会議を開き、藤村の留任と、金田・真田とは来季の契約を結ばないことを決定し、12月4日に球団事務所で発表した。一方、青木はその前日付で大映に入社した。
金田・真田と契約を更改しないという通告は両者を呼び出して直接なされた。金田は後年のインタビューでは、義父の死去などで退き際を考えていたため、「クビを申し渡されてほっとした。『ありがとうございました。お世話になりました』と言って帰った」と述べている が、真田重蔵は通告を受けて金田が泣き出したため「泣いたらいかん、男らしく引き上げよう」と言って退出したと述べている。金田はそのあと会見を開き、タイガースを強くするために考えてやったことだといった内容の発言をした。これを受けて「排斥派」の選手は態度を硬化させ、「徹底的にやろう」と結束を固めた。発表の前から戸沢は会見した選手に契約更改を打診していたが、選手はこれに応じていなかった。発表後は球団側が契約更改のために呼び出しても出頭を拒んだ。一方、沈黙を守っていた藤村は、「こうなった以上は、来年は2軍を鍛えてペナントレースに臨む」と発言し、これが報道されて選手をさらに刺激する事態にもなった。

### 解決へ
金田・真田の事実上の解雇が報じられたことで、この内紛は広く世間の注目を集めることとなり、社会的地位のある阪神ファンが仲介に乗り出すことがマスコミで伝えられたりした。リーグ会長の鈴木龍二の要請を受け、巨人の水原茂監督と川上哲治・千葉茂の両選手も仲介役として来阪した。川上・千葉は藤村や金田に面会した。藤村は川上からもう一度金田をチームに戻すよう勧められ、阪神電鉄本社の前田常務に申し入れをしたところ「藤村がたってそういうのなら帰そう」といわれたという。その結果、12月20日に大阪・中之島の新大阪ホテル（現在のリーガロイヤルホテルの前身。現存せず）で藤村は金田と面会することとなる。金田は川上・千葉と会った際には「選手をやめるからもういい」と答えたが、事態が収まらないため「よし、オレが泥沼に入ってやる」という気持ちになったと後年のインタビューで述べている。当時の新聞報道では、この席で藤村は「金田と協力してチーム運営に当たりたい」と申し入れたという が、後年の藤村の証言では金田は藤村については何も話さずにチームメイトの渡辺博之の話に終始し、藤村は「とにかく帰ってこい」と言ったという。翌21日、戸沢は金田を呼んで「一切を白紙に戻す」と伝えたが、金田は「他の選手のこともある」と確答を避けた。12月24日に再度戸沢は金田と会談をおこなって復帰を確約し、翌25日に来季の契約を結ぶことが正式に発表された。このとき、戸沢は真田については「戦力にならないので退団とした。事件とは関係ない」と説明した。真田はそのまま退団することとなる。
金田の復帰で他の「排斥派」の選手は対応を迫られた。仲介に入っていた阪神ファンの神風正一のアドバイスもあり、「条件を付けて会社と折り合う」方針に変更、「退陣要求書」を撤回することとなった。戸沢代表の説得で選手も徐々に軟化していたという事情もあった。12月30日に電鉄本社で田宮謙次郎と徳網茂が戸沢と面会して合意。戸沢代表・藤村・金田がそれぞれ声明書を発表し、藤村監督の続投と金田を含む他の選手との契約更改という形で決着を見た。戸沢代表を真ん中にして藤村、金田の3人の並んだ写真が大晦日の関西のスポーツ紙の一面を飾った。
ここまでの経緯につき、青木一三はやや異なる証言を残している。それによると、青木は解雇されて大映に入社した後も、裏で阪神電鉄本社と交渉をしていたという。青木は、自分たちの主張ばかり通したのでは電鉄の労働組合も困るだろうと、自分と金田・真田が辞めるのはやむを得ないが（他の）選手の方はちゃんとしてくれと要求した。その後、金田は復帰させ、真田・青木は退任する代わりに条件を詰めて手を打つところまで来ていた。ところが、東京の阪神後援会長が介入して金田と交渉し、青木曰く「一人芝居」をしたため、これはいけないと12月30日を期して他の選手にチームに戻れという形で解決したのだという。青木はこれに関して「妥協する点を金田は見誤った」と述べている。また、著書の中では要求として「藤村監督の来シーズン中の解任」を出したこと、13人の選手の契約更改に際して田宮の金額を見て納得したので、後は任せるとして身を引いたことを記している。

## その後
松木は著書で「すべて円満解決したのである」と記し、戸沢球団代表は「グラウンドで、元の姿に戻ったチームの姿に接し、ホッとした。感無量だったね」とのちに語っている。青木が「真の理由」とした待遇問題に関しては、「半年経ち、一年経ったら、戸沢さんやってくれてます」と後年述べており、要望は受け入れられた形となった。
迎えた1957年のシーズン、藤村が監督専任となった阪神は巨人と1.0ゲーム差の2位と優勝はならなかったものの、最後まで激しい首位争いを演じた。しかし、シーズン終了後の11月25日、戸沢は藤村との契約期間中にもかかわらず、来季の田中義雄への監督交代と、藤村への代打要員としての現役復帰を半ば一方的に通告し、翌日発表した。これについて南萬満は「1年前のペナルティーではないか」と記している。この点も前年に青木が出したという要求が通った形となった。
一方、この事件は中長期的なチーム作りに影響を与えた。その点について吉田義男は「阪神がごたついている間、ライバル巨人は黄金期に向けて着々と地歩を固めた。（中略）わが阪神はあの騒動が響いて後れをとった」と述べ、マスコミ対策についても「これがもとで、阪神はもめごとの多い球団という烙印を押され「虎ブル」などとからかわれるようになった。残念でならない」と記している。